# Entwicklung (Fotografie)
Als Entwicklung bezeichnet man in der Analogfotografie die chemische Verstärkung (fotografische Chemie, Fotochemie) des nach der Belichtung unsichtbaren Bildes auf Platte, Film oder Fotopapier und anderen fotografischen Materialien zum sichtbaren Negativ oder Positiv. Die chemischen Reaktionen spielen sich in wässriger Lösung geeigneter Chemikalien ab.
Obwohl der eigentliche Entwicklungsvorgang nur der erste Teil des gesamten fotochemischen Verarbeitungsprozesses ist, wird der Begriff von den Endverbrauchern im allgemeinen Sprachgebrauch gleichgesetzt mit der gesamten Verarbeitungskette: Beginnend mit der Filmentwicklung, weiter mit der Fixierung und dem Filmzuschnitt bis hin zur Herstellung vergrößerter Positivbilder von den Negativen. Auch die nachträgliche Digitalisierung der mit analoger Technik aufgenommenen Negative, Fotos und Dias und die Speicherung der dabei gewonnenen digitalen Daten auf Datenträgern zählt bei dieser Betrachtungsweise zur Entwicklung.
Unter den Fotografen und Kameraleuten versteht man unter „Entwicklung“ nur die fotochemische Entwicklung und die Fixierung des Aufnahmematerials (Negativ- bzw. Umkehrfilm). Die Entwicklung ist nur ein Teil der optisch-fotografischen oder digitalen Nachbearbeitung.
Das Prinzip wurde von Maddox (1871) und Bennet (1878) erfunden. Mit Verbreitung der Digitalfotografie zu Beginn des 21. Jahrhunderts wurde die fotografische Entwicklung aus dem Massenmarkt verdrängt.

## Latentes Bild und Entwicklung
Während der Belichtung eines Filmes werden durch die Lichteinwirkung nur relativ wenige der vorhandenen Silber-Ionen (Ag+) in den Silbersalzkristallen der Fotoemulsionsschicht zu metallischen Silberatomen reduziert. Diese Silberkeime bilden das „latente Bild“, das wegen der geringen Menge und Größe der Silberkeime unsichtbar ist. Durch den Entwickler werden die an den belichteten Stellen vorhandenen kleinen Silberkristalle (Ag) autokatalytisch vergrößert. Dabei werden diejenigen Silber-Ionen (Ag+) des Silbersalzes, die in unmittelbarer Nachbarschaft von Keimen liegen, ebenfalls zu Silber reduziert. Das fein verteilte metallische Silber wirkt bei Durchlicht z. B. in einem Vergrößerungsgerät schwarz. Das Bild wird nun sichtbar. Bei der Entwicklung von orthochromatischen und unsensibilisierten Materialien kann dieser Vorgang bei gedämpftem, rotem Licht mit ausreichend dunkel-adaptierten Augen beobachtet werden.
Die Verfahren werden als chemische oder physikalische Entwicklung bezeichnet. Trotz der irreführenden historisch bedingten Bezeichnung handelt es sich bei der physikalischen Entwicklung – wie bei jeder Entwicklung von Fotomaterial – um einen chemischen Vorgang, bei dem nicht die belichteten Anteile des als Bildträger verwendeten Silberhalogenids, sondern letztendlich die unbelichteten Anteile auf dem Film verbleiben. Die Bezeichnung wurde wohl zur Unterscheidung von der herkömmlichen chemischen Entwicklung geprägt, bei der das Silberhalogenid an der durch die Belichtung entstandenen Entwicklungszentren (man spricht auch vom latenten Bild oder von den Silberkeimen) im Entwicklungsprozess zu metallischem Silber reduziert wird. Im Unterschied dazu wird bei der physikalischen Entwicklung das belichtete Filmmaterial jedoch zuerst fixiert. Dabei wird das Silberhalogenid aus der fotografischen Schicht herausgelöst. Nur das latente Bild bleibt erhalten.

## Entwicklung eines Schwarzweißfilms

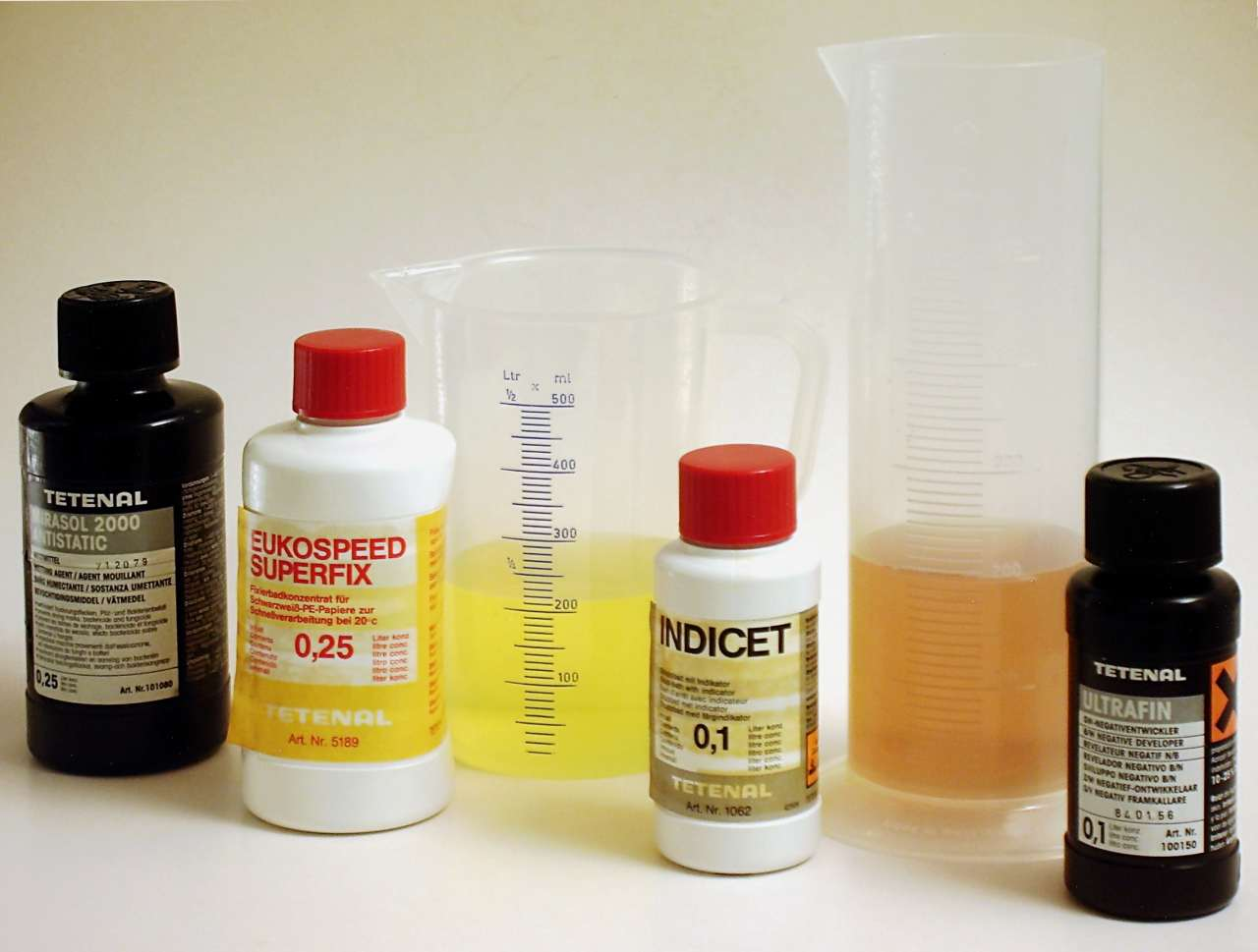
Fotochemikalien für die Schwarzweiß-Entwicklung

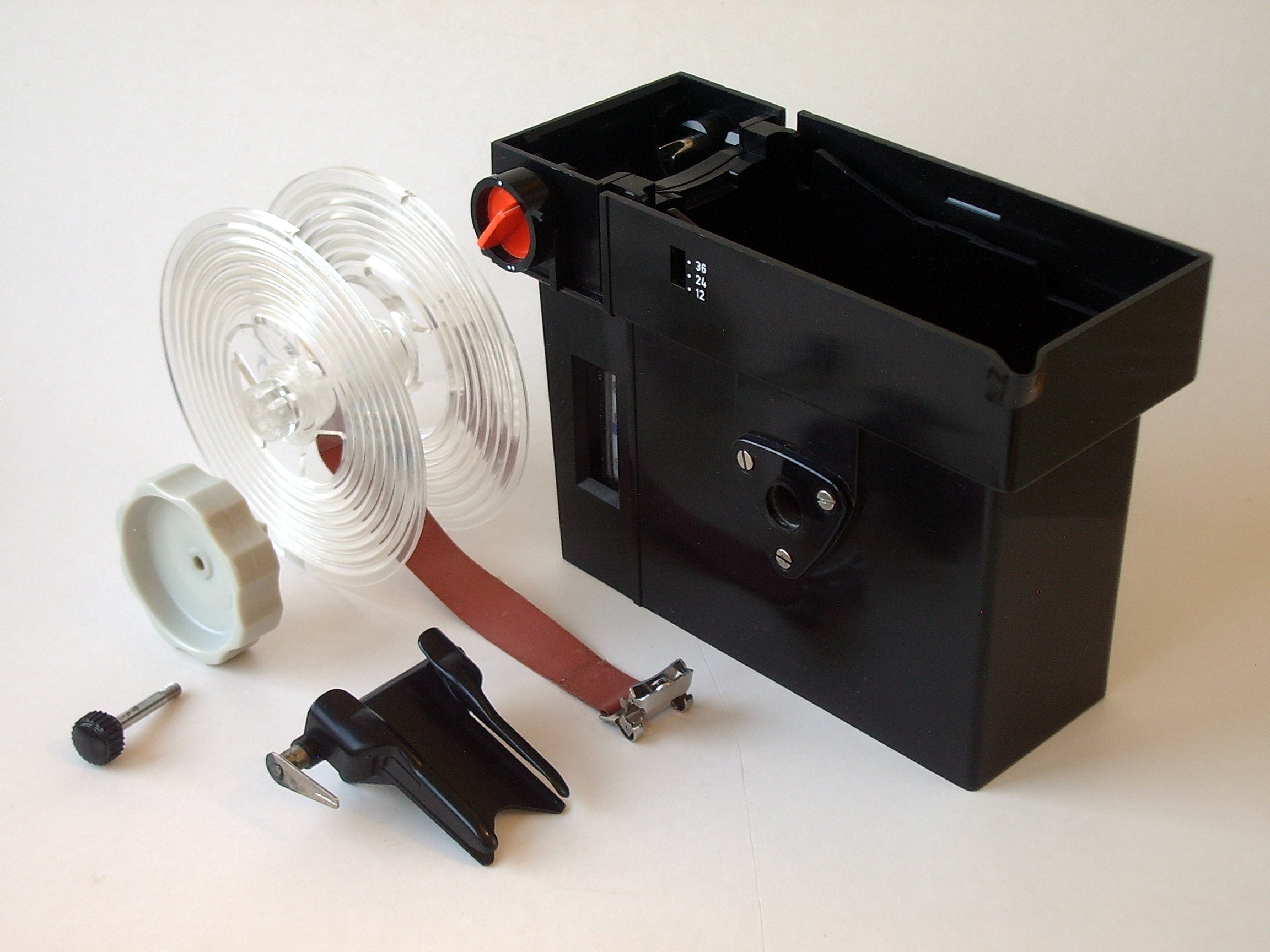
Filmspirale und weitere Teile einer Tageslicht-Entwicklungsdose

Die Prozessschritte bei der Entwicklung werden hier an dem einfachen Beispiel der Entwicklung eines Schwarzweißfilmes, -bildes oder einer Fotoplatte mit den Mitteln des Foto-Heimlabors dargestellt:

### Film-Entwicklungsdose

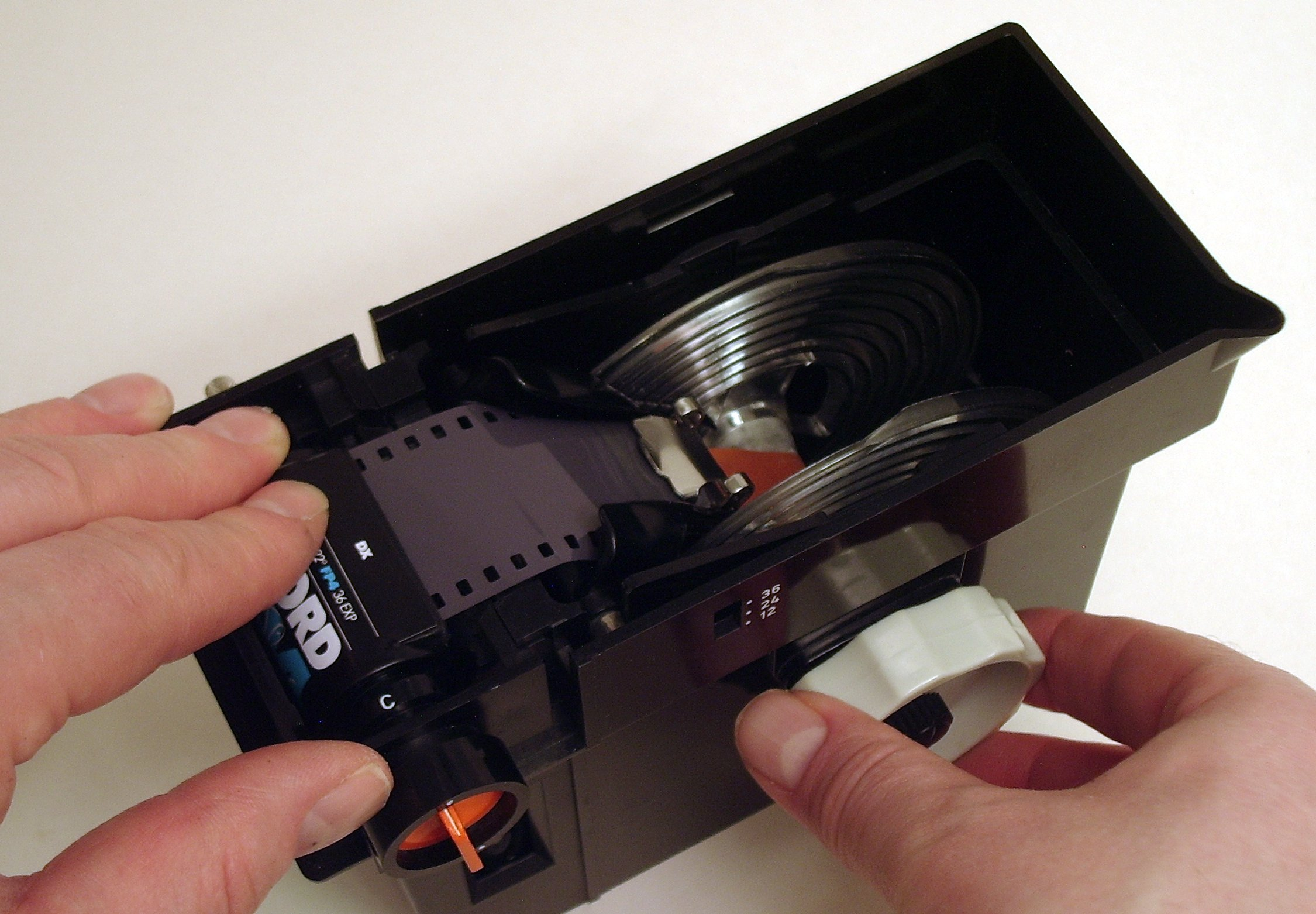
Einspulen eines Kleinbildfilms in die Filmwickelspirale

Da der belichtete Film in völliger Dunkelheit entwickelt werden muss, wird im Foto-Heimlabor im Allgemeinen eine lichtdichte Entwicklungsdose verwendet.
Zunächst wird der Film in der Dunkelkammer oder in einem lichtdichten Wechselsack in die spiralförmige Spule der Entwicklungsdose gewickelt. Die Filmspirale sorgt für den nötigen Zwischenraum zwischen den Filmwindungen und gewährleistet so ein gleichmäßiges Einwirken der Fotobäder. Je nach Modell passen eine oder mehrere dieser Spulen in den lichtdichten Entwicklungstank. Nach dem Schließen des für Flüssigkeiten mit einer Einfüll-/Ausgießvorrichtung versehenen Behälterdeckels finden die folgenden Schritte bei normaler Beleuchtung statt. Als Besonderheit ermöglicht die in den Beispielfotos gezeigte Tageslichtdose (Agfa-Rondinax, Patent in GB 1935, D unbekannt) eine Filmentwicklung ganz ohne Dunkelkammer, da die eingebaute Wickelvorrichtung ein Filmeinspulen bei geschlossenem Deckel ermöglicht.

### Entwickeln

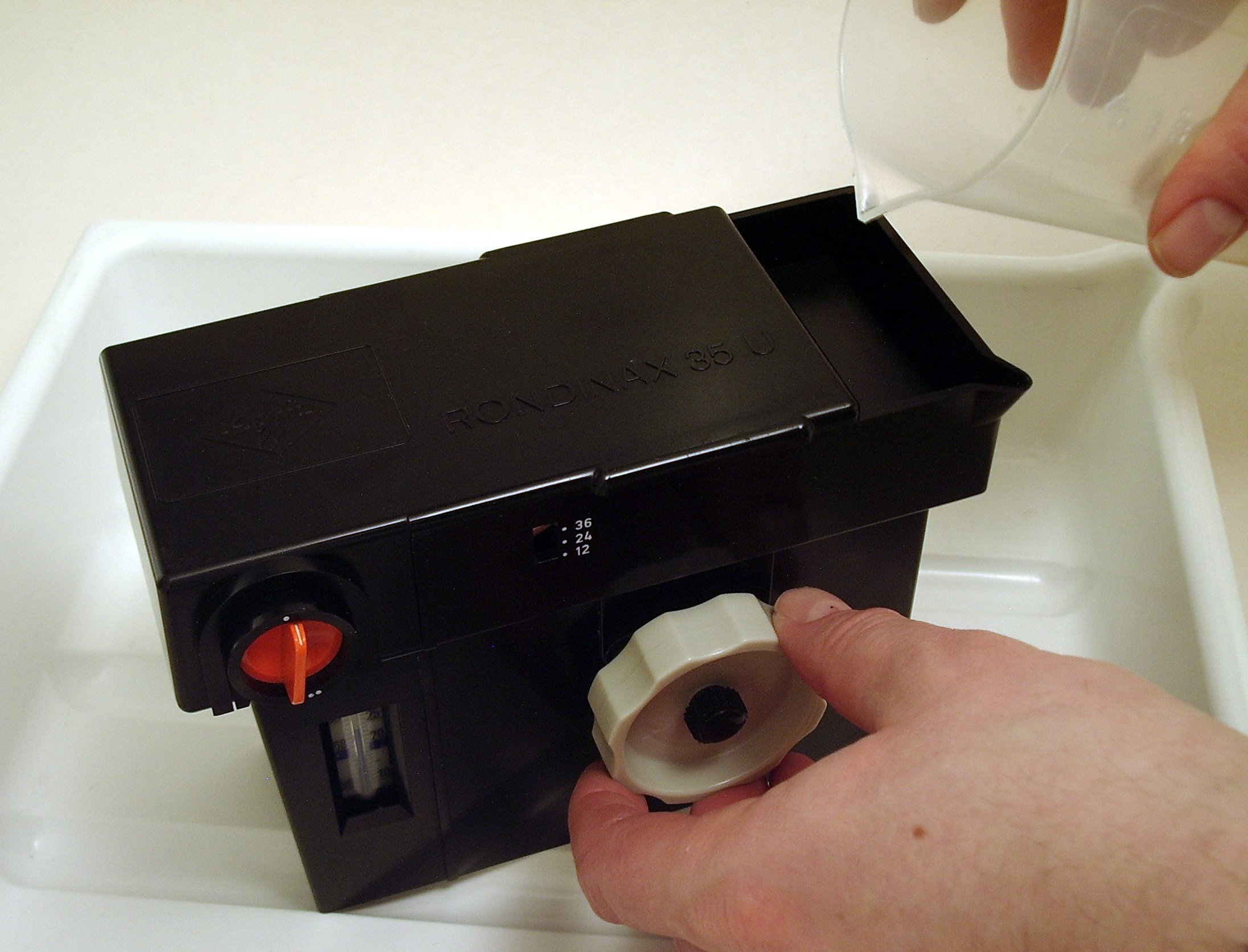
Die Entwicklungsdose gestattet das Einfüllen der Fotochemikalien bei Tageslicht

Der Film wird gemäß Zeit- und Temperaturangaben der Hersteller bei regelmäßiger Bewegung mit Entwicklerbad, meist bei 18 °C bis 20 °C, bearbeitet. Die Entwicklerlösung ist zumeist basisch (pH-Wert 8 bis 9). Durch Variation der Entwicklungszeit können sowohl beim Film als auch beim Papierbild Dichte und Kontrast teilweise korrigiert werden.
Die Bewegung während der Entwicklung ist erforderlich, um örtliche Konzentrationsunterschiede der Entwicklersubstanzen in der Lösung zu verhindern. Bei der abgebildeten Tageslichtdose erfolgt eine Drehbewegung der Filmspirale mit dem seitlich angebrachten Drehregler, bei den heute gängigen Entwicklungsdosen durch regelmäßiges Kippen der Dose, die hierzu mit einem zusätzlichen wasserdichten Deckel verschlossen wird.
Je intensiver die Bewegung während der Entwicklung erfolgt und je höher die Temperatur ist, umso kürzer wird die benötigte Entwicklungszeit. Kürzere Entwicklungszeit führt aber gleichzeitig zu einer gröberen Körnigkeit, weshalb die von den Herstellern empfohlenen Werte für den Bewegungsrhythmus und für die Temperatur der Entwicklerflüssigkeiten genau beachtet werden sollten, um ein optimales Ergebnis zu erhalten.
Die Entwicklung selbst ergibt bereits ein sichtbares Bild, das jedoch unter Tageslichteinwirkung nicht stabil ist: Das an den unbelichteten Stellen noch vorhandene Silberbromid (AgBr) würde im Laufe der Zeit allein durch die Lichteinwirkung zu immer mehr Silber (Ag) und Brom (Br2) umgewandelt, also schwarz werden. Das sichtbare Bild besteht bei herkömmlichen Schwarzweiß-Materialien aus metallischem Silber.

### Unterbrechen
Sobald die vom Hersteller vorgeschriebene Entwicklungszeit verstrichen oder sobald die gewünschte Gradation erreicht ist, wird die Entwicklung durch ein Unterbrechungsbad abgebrochen. Dazu dient ein saures Bad (pH-Wert 4 bis 5, meist zweiprozentige Essigsäure oder entsprechende Zitronensäurelösung) zur Neutralisierung des meistens basischen Entwicklers. Eine Zwischenwässerung allein ist zum Anhalten des Entwicklungsprozesses nicht ausreichend, insbesondere bei unverdünntem Entwickler. Es gibt Entwicklersubstanzen, die in saurer Lösung noch weiter wirken. In diesen Fällen schließt sich an die Entwicklung sofort das Fixieren an.

### Fixieren
Das Fixierbad erfüllt den Zweck, das entwickelte Bild dauerhaft lichtbeständig zu machen. Durch das Fixierbad (Natrium- oder Ammoniumthiosulfatlösung) werden die in Wasser schwer löslichen Silbersalze in leicht lösliche Form überführt. Da parallel auch das metallische Silber angegriffen wird, erfolgt das Fixieren nach den Zeitangaben des Herstellers und in Abhängigkeit von der bereits erfolgten Erschöpfung des mehrfach verwendbaren Fixierbades. Als ausreichende Fixierzeit kann bei Filmen und Platten die zwei- bis dreifache so genannte Klärzeit herangezogen werden. Die Klärzeit ist die Zeit, nach der die anfangs trübe Bildschicht klar geworden ist. Bei frisch angesetzten Expressfixierbädern auf Basis von Ammoniumthiosulfat beträgt die Klärzeit bei 100-ASA-Filmen etwa 30 Sekunden, bei höher empfindlichen Filmen kann sie bis zu 3 Minuten betragen. Das Fixierbad gilt als erschöpft, wenn sich für eine bestimmte Filmart die Klärzeit verdoppelt hat.

### Wässern

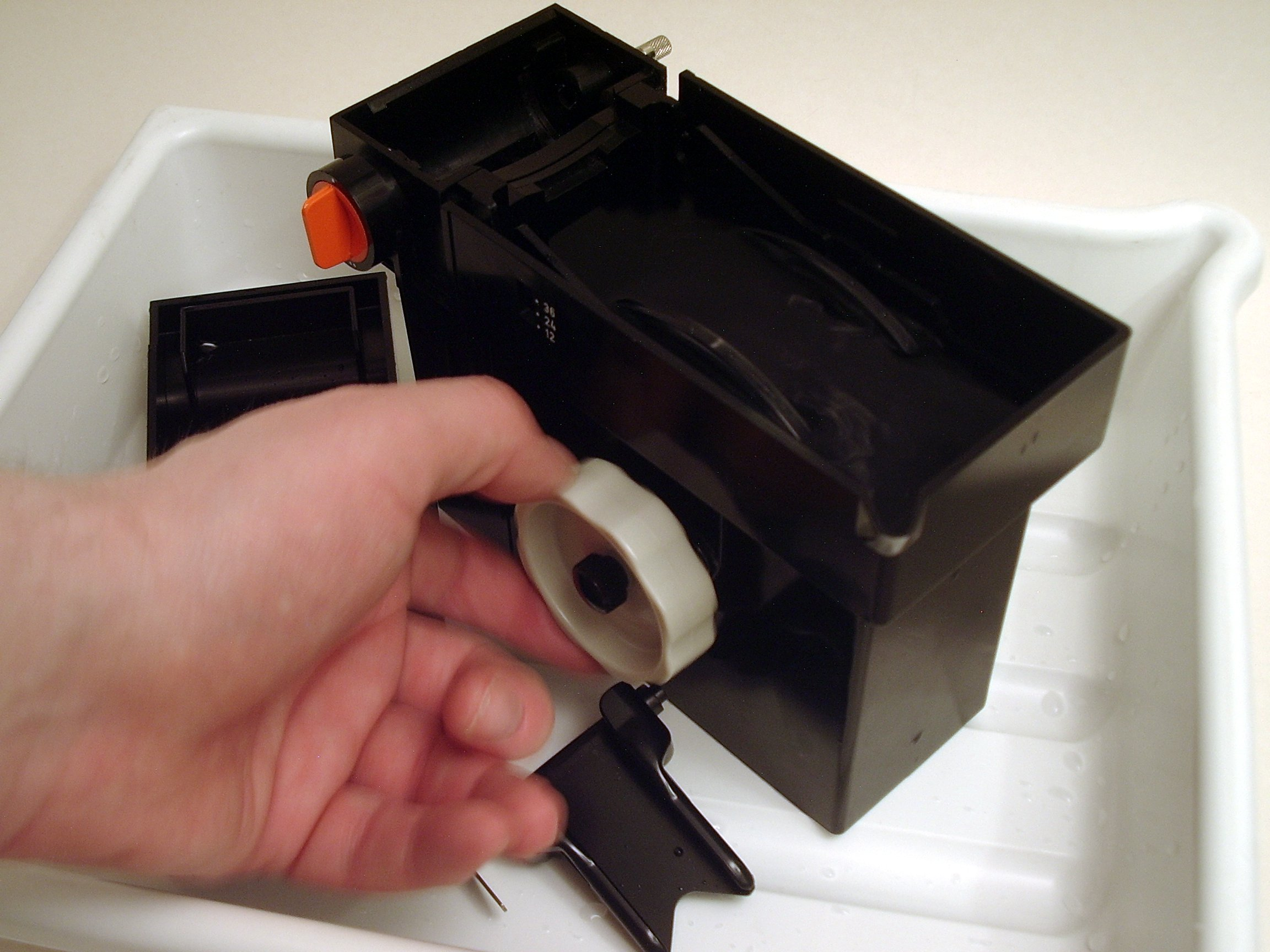
Bei der Schlusswässerung werden die Fotochemikalien ausgewaschen.

Im letzten Schritt, der Wässerung, mit mehrfachem oder kontinuierlichem Wasseraustausch werden die Komplexverbindungen und die Reste des Fixierbades aus der Emulsion herausgewaschen. Da die Stoffe durch Diffusion aus der Emulsion entfernt werden, muss die Schlusswässerung ausreichend lang genug erfolgen, um eine anhaltende Stabilität des Films oder des Bildes zu erreichen.

### Netzmittelbad
Zum Abschluss kann durch Zusatz eines Netzmittels die Oberflächenspannung des Wassers verringert werden. Dadurch fließt das Wasser besser vom Film ab und man verhindert somit die Bildung von Tropfen auf der Filmoberfläche, die sonst zu Kalkflecken beim anschließenden Trocknen des Films führen. Das Netzmittel wirkt grundsätzlich wie das Spülmittel beim Geschirrspülen, enthält aber keine Farb- und Duft-Hilfsstoffe. Netzmittelkonzentrate für das Fotolabor sind oft zusätzlich mit Filmhärtungs- und Konservierungshilfsmitteln versehen.

### Trocknung

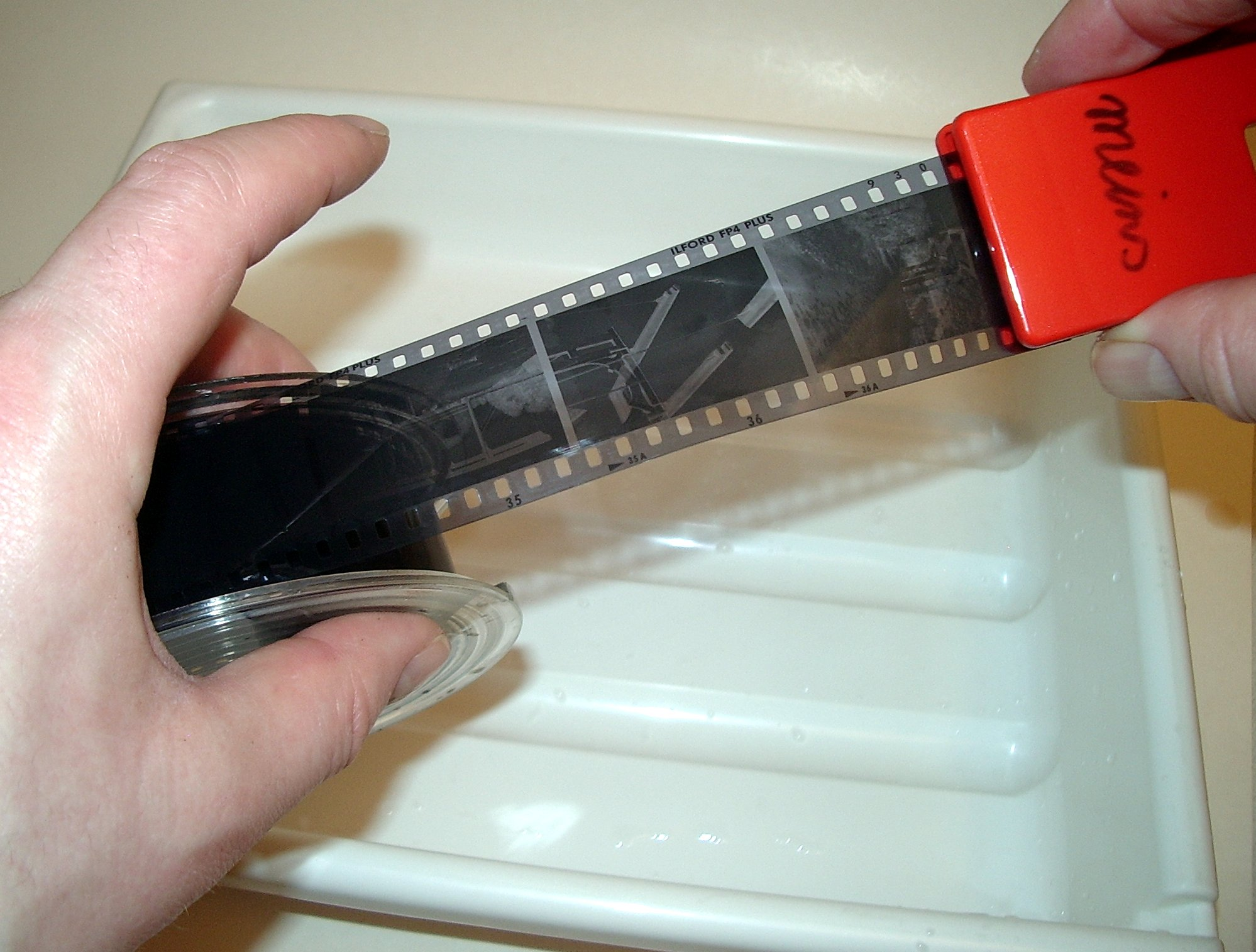
Nach gelungener Entwicklung ist der Film bereit für die Trocknung

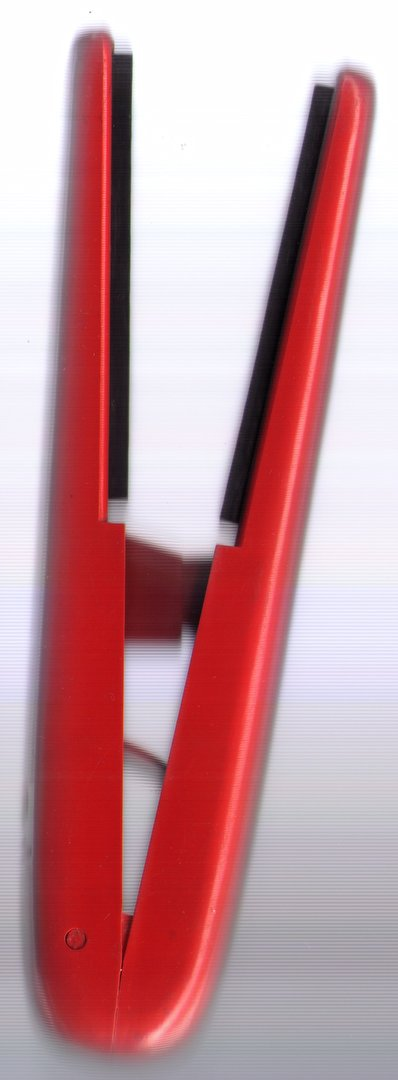
Abstreifzange mit weichen Lamellen

Im Heimlabor erfolgt das Trocknen, indem der nasse Film mit Filmklammern senkrecht in einem möglichst staubfreien Raum oder (idealerweise) in einem Trockenschrank aufgehängt wird.
Um den Vorgang zu beschleunigen, kann man den Filmstreifen vorher in einem Trocknungsbad (meist Methanol) behandeln oder ihn mit einer Abstreifzange von den groben Flüssigkeitsresten befreien.

### Archivierung und Lagerfähigkeit
Der trockene Film wird in praxisgerechte Abschnitte von 4 bis 6 Negativen pro Filmstreifen (bei Kleinbildfilm) geschnitten. Diese können dann zum Beispiel in DIN-A4-Hüllen aus Pergamin und/oder Acetatfolie in einem Büro-Ordner archiviert werden.
Schwarzweißfilme, Fotografien und Fotoplatten zählen zu den haltbarsten bekannten Medien. Die Aufzeichnung von Dokumenten auf Mikrofichen wird daher nach wie vor zur dauerhaften Archivierung genutzt.